# 火车头街道
火车头街道是中国黑龙江省哈尔滨市道外区下辖的一个街道，位于哈尔滨东站（原三棵树站）西南侧。其中北棵小区、南棵北校区和南棵南小区是哈尔滨局集团的铁路职工居住区。

## 历史沿革
因处在哈尔滨东站铁路沿线而得名。1958年太平区成立火车头公社，1986年改为火车头街道。
2004年3月24日太平区合并至道外区，火车头街道亦改隶道外区。

## 行政区划
火车头街道下辖以下地区：
北棵社区、水利社区、南棵社区、东铁社区和建桦社区。